# 桜橋 (金沢市)

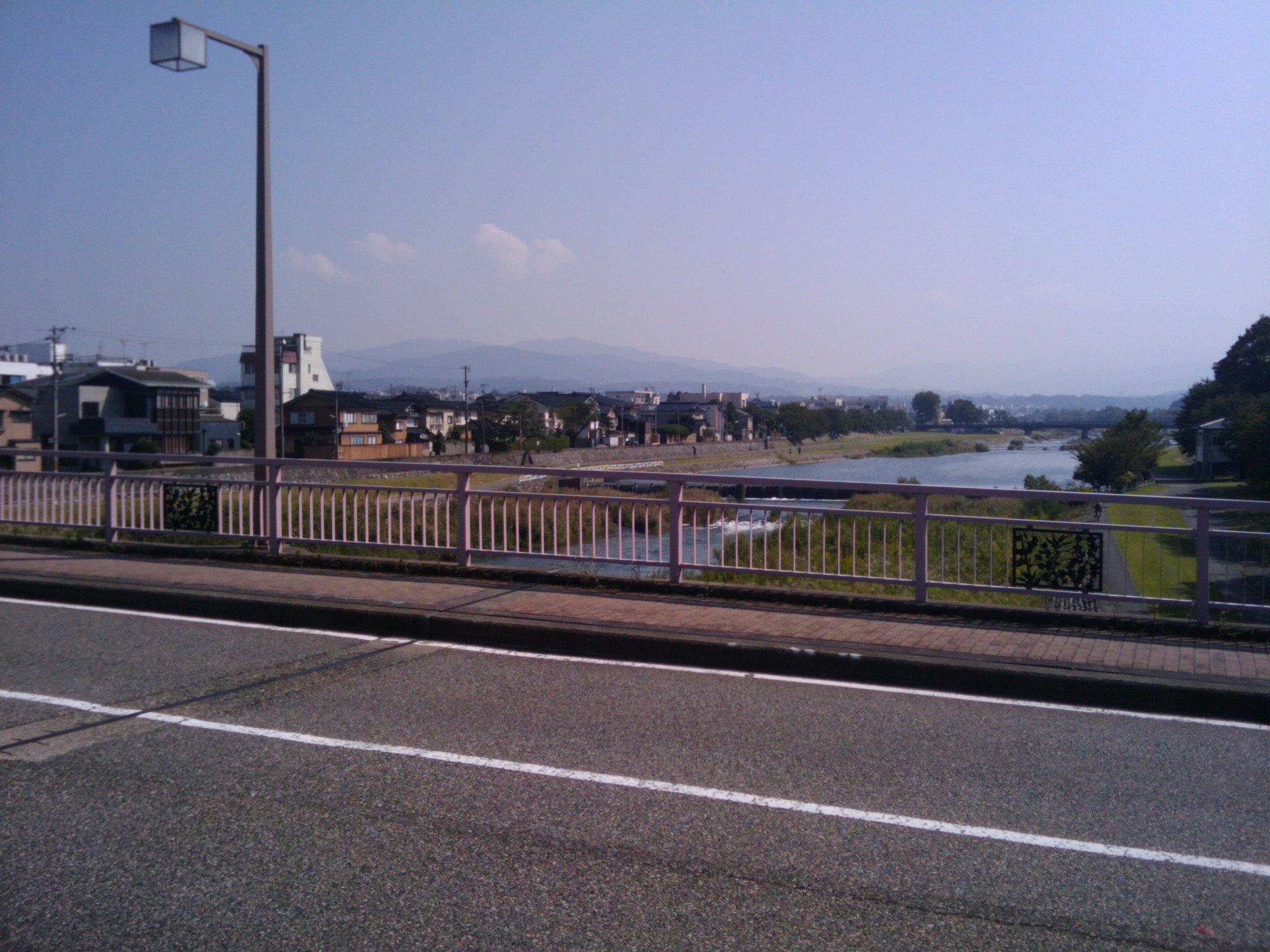
桜橋から医王山を望む

桜橋（さくらばし）は石川県金沢市を流れる犀川に架かる橋。金沢市道、通称「本多通り」の一部。

## 概要
犀川中流部に位置し、兼六園から徒歩15分ほど。左岸には寺町台地が迫っており、桜橋からはW坂と桜坂が接続する。それらを登り切ると寺町界隈に入る。
歌手・松原健之のミニ・アルバムのタイトル「桜橋から」の桜橋とは、この橋のことで、デビュー曲の「金沢望郷歌」の歌詞の冒頭に桜橋が出てくる。

## W(ダブル)坂・桜坂
W坂は、明治期に旧制第四高等学校（現・金沢大学）の学生によってそう呼び習わされる前は石伐坂（いしきりざか）と呼ばれていた。坂の上に石工職人が多くいたことからその名がついたと言う。その名の通りWの字を横にした形になっており、台地をほぼ垂直方向に登っていく。W坂と呼ばれるようになったのは、旧制第四高等学校の学生であった井上靖が、金沢市を舞台とする自伝小説「北の海」の中で同坂を紹介してからである。坂の中腹には、その文学碑が建立されている。Wの本来の読みは「ダブリュー」だが、日本人の特殊読みとして、いつのころからか誤って「ダブル」と読まれるようになり、現在ではW坂も「ダブルざか」と呼ばれるようになった。作家の上野千鶴子は、金沢で高校生活を送った昭和39～42年に同坂を利用した思い入れが強いことから、作品中では「ダブリュー」坂とルビを振って紹介している。
一方、桜坂は、桜橋から川上に向かって川と沿うように登っていく坂で、藩政期には桜が植わっていたこに由来する。作家の曾野綾子は、戦時中金沢に疎開していた折り、金沢第二高等女学校への通学に桜坂を自転車で往復したと語っている。後年の工事で完成した桜橋詰交差点から寺町５丁目へ通じる道路は、新桜坂と呼ばれる。

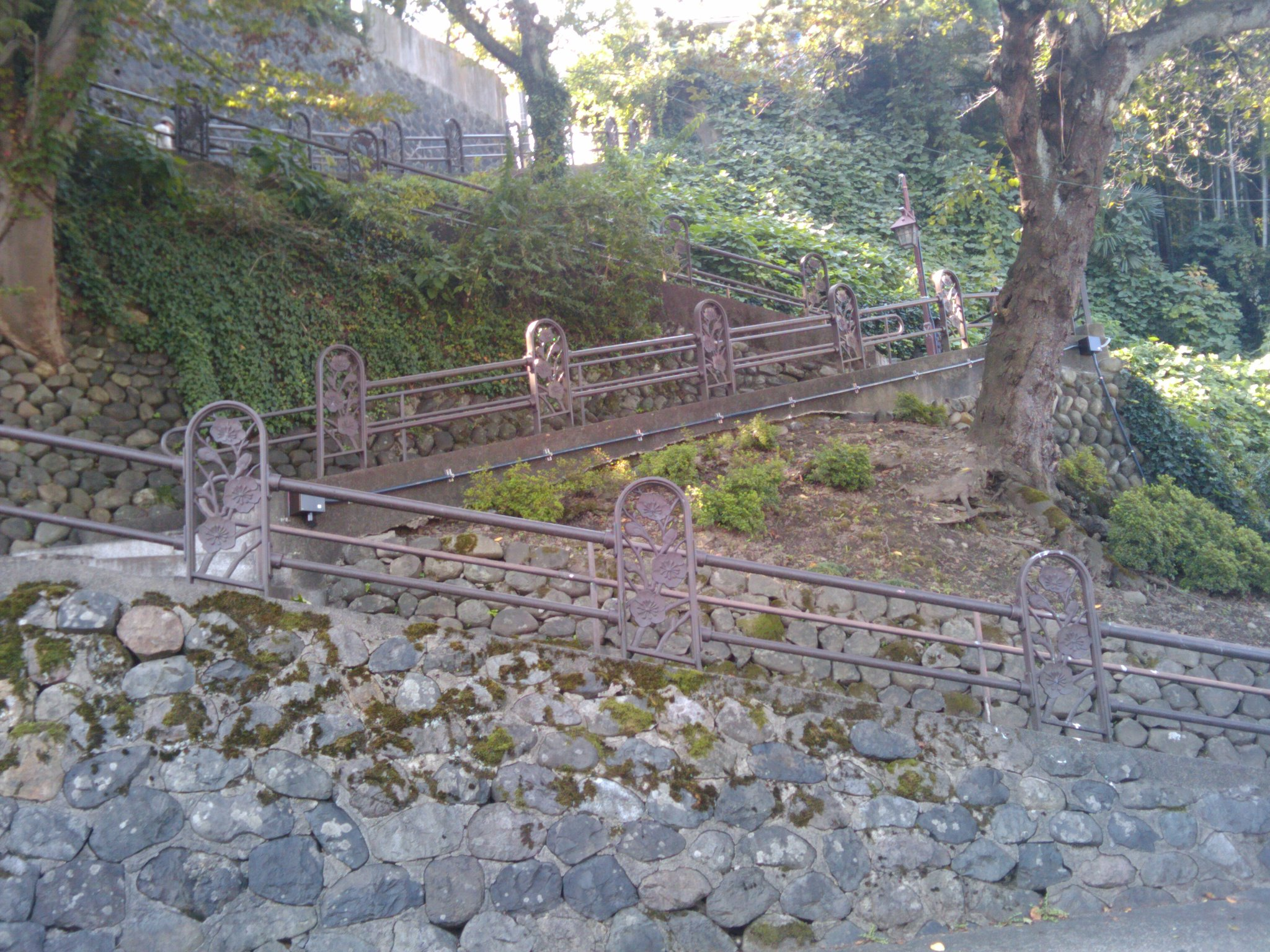
桜橋南詰にあるW坂
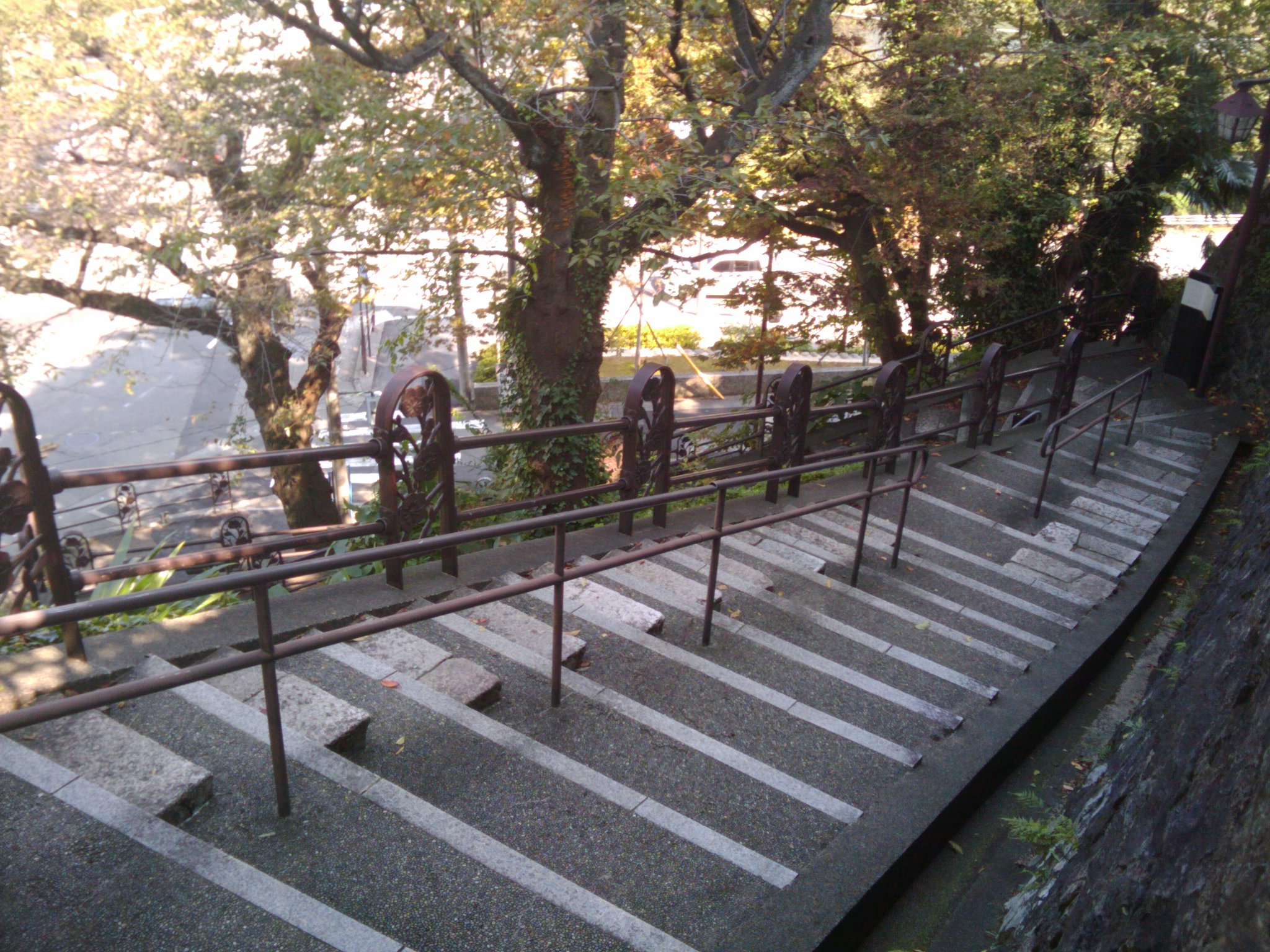
W坂の上から

## 周辺
- W坂（石伐坂・いしきりざか）
- 桜坂
- 寺町界隈
- 遊学館高等学校
- 石川県立工業高等学校
- 北陸放送